# Crenicichla scottii
Crenicichla scottii är en fiskart som först beskrevs av Eigenmann, 1907.  Crenicichla scottii ingår i släktet Crenicichla och familjen Cichlidae. Inga underarter finns listade i Catalogue of Life.